# 演劇倶楽部『座』
演劇倶楽部『座』（えんげきくらぶ ざ）は、日本の劇団。所在地は東京都新宿区。
「日本の俳優たちよ、日本を学ぼう」を合言葉に、壤晴彦主宰により、1992年に創立された全く新しいタイプの劇団。付属研究所では、真のプロフェッショナルを目指す為の俳優育成カリキュラムの他に、特に自国の伝統を体現できる為の養成期間として、日本語を正しく語ること（歌舞伎・落語・浄瑠璃）と、日本伝統の身体表現（日本舞踊・狂言）などに力をいれ、1998年より『詠み芝居』という独自のスタイルの公演活動を続けている。

## 詠み芝居とは
『詠み芝居』とは我国の優れた文学作品を、一切の脚色を行わず、原文のまま「地の文（ト書き）」と「台詞」に分け、生演奏と舞踊を加え、演劇として創り上げた新しいスタイルの上演形式。日本を代表する演劇人・壤晴彦の言葉と演劇に対する熱い思いが生み出した演劇倶楽部『座』独自の手法。日本語の美しさ、文学の豊かさをストレートに味わうことができ、1998年以来、これまでに「高野聖」「雨月物語」「野菊の墓」「杜子春」「少年探偵団」などを上演。要望の多い作品の再演のみならず、常に新作を作り続けている。

### 詠み芝居レパートリー
- 上田秋成　雨月物語『菊花の約』『吉備津の釜』
- 泉鏡花『高野聖』『夜行巡査』
- 江戸川乱歩『少年探偵団』
- 芥川龍之介『杜子春』『奉教人の死』
- 浜田広介『ある島のきつね』『泣いた赤おに』『りゅうの目のなみだ』『ますとおじいさん』
- 伊藤左千夫『野菊の墓』
- 宮沢賢治『賢治アラベスク』“セロ弾きのゴーシュ”“注文の多い料理店”“猫の事務所”『グスコーブドリの伝記』
- 森鷗外『山椒大夫』
- 川口松太郎『鶴八鶴次郎』
- 山本周五郎『おたふく』
- 中勘助『鳥の物語』
- 泉鏡花『歌行燈』
- 太宰治『お伽草紙』

## 主な所属俳優
- 壤晴彦
- 森一馬
- 高野力哉
- 中山昇
- 相澤まどか

## 演劇倶楽部『座』近年の上演作品
- 2009年5月19日～24日　第23回公演　詠み芝居『お伽草紙』　エコー劇場
- 2009年1月20日～25日　第22回公演  詠み芝居『歌行燈』  東京芸術劇場小ホール
- 2008年8月8日～10日　第21回公演　『今はむかし』　エコー劇場
- 2008年6月21日～29日　第20回公演　『わが町』　ベニサン・ピット
- 2007年12月　第19回公演　詠み芝居『野菊の墓』　東京芸術劇場小ホール
- 2007年7月18日～19日　コープシアター主催公演　詠み芝居『野菊の墓』　門真ルミエール大ホール
- 2007年6月30日～7月8日　第18回公演　詠み芝居『鳥の物語』　ベニサン・ピット
- 2006年11月21日～29日・12月8日～10日　ツアー公演　詠み芝居『鶴八鶴次郎』
- 2006年9月28日～10月1日　第17回公演　詠み芝居『山椒大夫』　ベニサン・ピット
- 2006年7月6日～7日　芸術集団 燦の会ジョイント公演『愛の儚』　東京芸術劇場小ホール
- 2006年2月17日～26日　第16回公演　詠み芝居『おたふく』　シアターVアカサカ
- 2005年12月1日～18日　ツアー公演　詠み芝居『野菊の墓』　全国13都市
- 2005年5月20日～25日　第15回公演　詠み芝居『鶴八鶴次郎』　シアターVアカサカ
- 2004年12月26日　アトリエ第9回公演　『いまはむかし』　西荻窪がざびい
- 2004年11月4日～6日　第14回公演　『肝っ玉おっ母とその子どもたち』　草月ホール
- 2004年10月24日　学士会第2回公演　『走れメロス』　学士会館
- 2004年10月10日　アトリエ第8回公演　『いまはむかし』　西荻窪がざびい
- 2004年9月13日～26日　ツアー公演　詠み芝居『鶴八鶴次郎』
- 2004年8月29日　アトリエ第7回公演　『座版 動物園物語』　西荻窪がざびい
- 2004年5月23日　アトリエ第6回公演　『いまはむかし』　西荻窪がざびい
- 2004年5月15日　詠み語り公演　『半七捕物帳』　西荻窪がざびぃ
- 2004年5月7日～9日　第13回公演　『少年探偵団』紀伊國屋ホール
- 2004年4月18日　アトリエ第5回公演　『座版　動物園物語』　西荻窪がざびい
- 2004年3月21日　アトリエ第4回公演　『いまはむかし』　西荻窪がざびい
- 2004年2月24日　筑波大学附属高等学校　詠み芝居『賢治アラベスク』　練馬区民センター
- 2004年2月21日　アトリエ第3回公演　『座版　動物園物語』　西荻窪がざびい
- 2004年2月14日　学士会第1回公演　『朱雀門』『杜子春』　学士会館
- 2004年1月24日　アトリエ第2回公演　『いまはむかし』　西荻窪がざびい